# Gualeguay (Entre Ríos)
Gualeguay is een plaats in het Argentijnse bestuurlijke gebied  Gualeguay in de Argentijnse provincie  Entre Ríos. De plaats telt 39.035 inwoners.

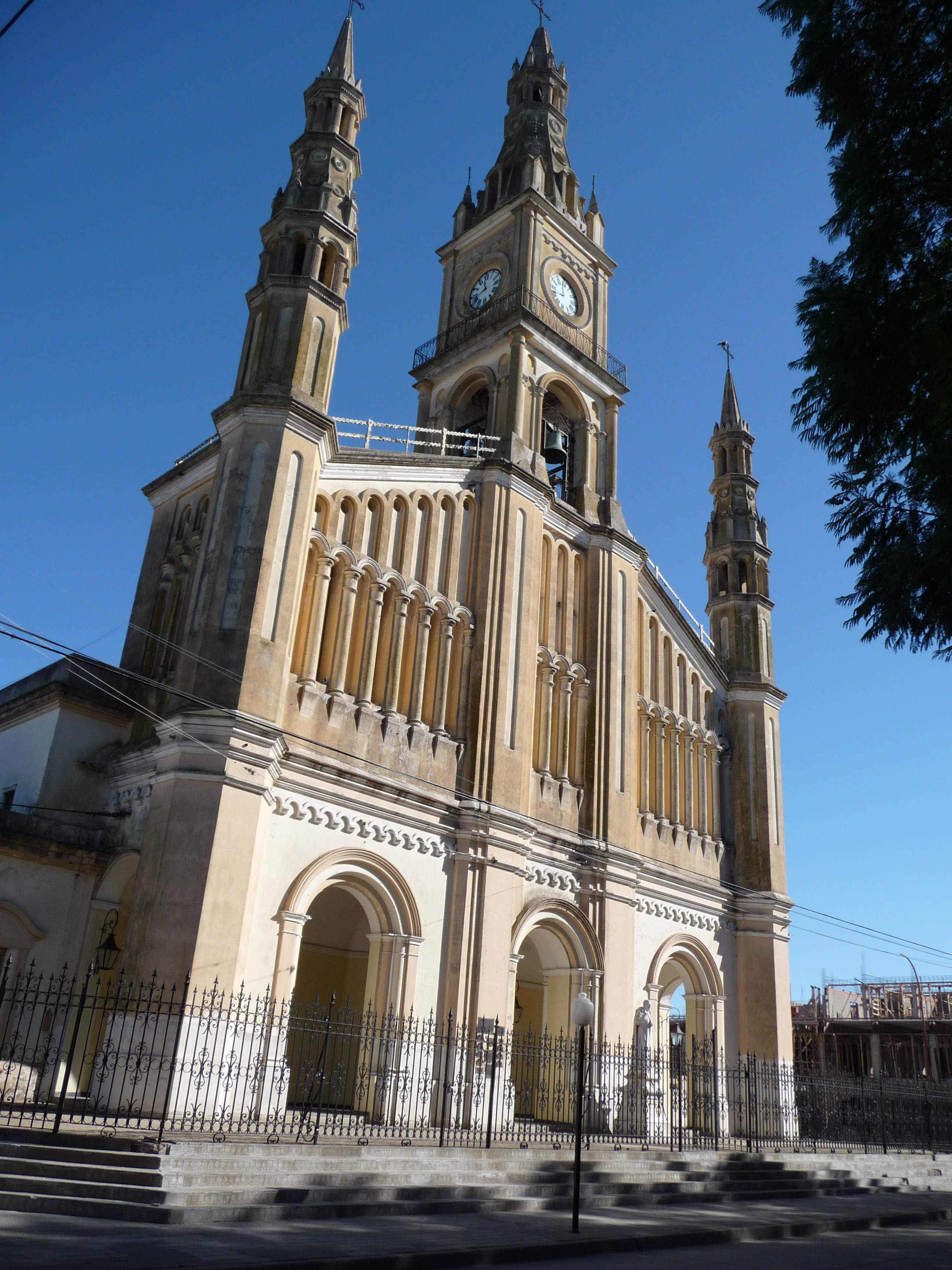
Kerk van San Antonio
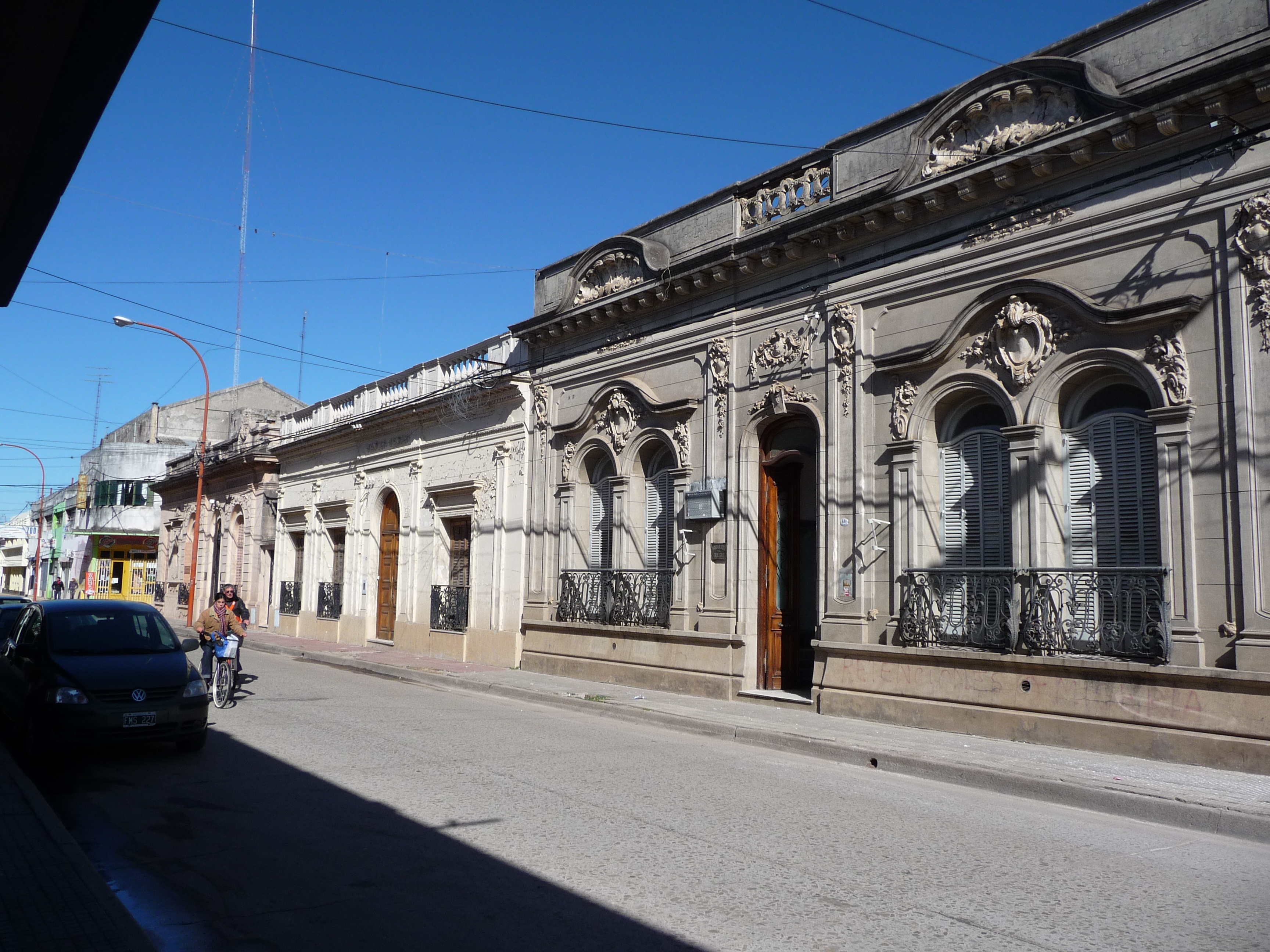
Straat in Gualeguay

## Geboren
- Jorge Burruchaga (9 oktober 1962), voetballer
- Joaquín Larrivey (20 augustus 1984), voetballer
- Lisandro Martínez (18 januari 1998), voetballer